# Anjan
Anjan är en sjö i Åre kommun i Jämtland och ingår i Indalsälvens huvudavrinningsområde. Sjön är 56,5 meter djup, har en yta på 24,3 kvadratkilometer och befinner sig 422,1 meter över havet. Sjön avvattnas av vattendraget Anjeströmmen (Vukumanån).
Anjan är  reglerad. Sjön har en varierande yta på 16 – 30 km² och avvattnas till Kallsjön. Längs med stranden ligger småbyarna Anjan, Baksjönäset, Anjehem, Gråviken och Melen. Vid sjön ligger också Anjans fjällstation, byggd av Eyvind Frölich 1937, med omkring 50 bäddar.

## Delavrinningsområde
Anjan ingår i delavrinningsområde (706993-134299) som SMHI kallar för Utloppet av Anjan. Medelhöjden är 464 meter över havet och ytan är 84,03 kvadratkilometer. Räknas de 74 avrinningsområdena uppströms in blir den ackumulerade arean 442,37 kvadratkilometer. Anjeströmmen (Vukumanån) som avvattnar avrinningsområdet har biflödesordning 2, vilket innebär att vattnet flödar genom totalt 2 vattendrag innan det når havet efter 347 kilometer. Avrinningsområdet består mestadels av skog (53 procent) och sankmarker (12 procent). Avrinningsområdet har 24,81 kvadratkilometer vattenytor vilket ger det en sjöprocent på 29,5 procent.